# Keiner erbt für sich allein
Keiner erbt für sich allein ist ein deutscher Fernsehfilm und die Fortsetzung von Weh’ dem, der erbt.

## Handlung
Der englische Industrielle George Dunrich hat sein Vermögen an seine Putzfrau Alice Thursday vererbt, die daraufhin zur Chefin seines Unternehmens wurde. Nun gerät sie in Konflikt mit ihren leitenden Mitarbeitern Joe Lever und Sir Charles Barker, weil diese die Lohnforderungen der Gewerkschaft nicht erfüllen und damit einen Streik provozieren wollen, während Alice diesen unter allen Umständen vermeiden will.
Alices einzige Familienmitglieder sind ihre Tochter und ihr Enkelsohn David, die in Kanada leben. Als David sie in den Ferien besucht, engagiert Alice das Kindermädchen Mary, obwohl sie weiß, dass diese in ihrer Jugend schonmal in kriminelle Kreise geriet und mit der Polizei zu tun hatte.
Eine dreiköpfige Gangsterbande hat es auf Alices Vermögen abgesehen. Eines der Bandenmitglieder, Eddie, ist ein alter Bekannter von Mary und sie erzählt ihm, dass Alice ein großes Kinderfest zu Davids Geburtstag feiern will. Eddie will mit seinen Komplizen das Fest nutzen, um ins Haus einzudringen und Wertsachen zu stehlen. Doch dann ändert er kurzfristig den Plan und will David entführen und ein Lösegeld verlangen. Durch eine Verwechslung entführen sie stattdessen Billy, den Sohn von Alices früherer Kollegin Ethel, und verlangen 30.000 Pfund. Alice erscheint zur Geldübergabe aber nur mit 7.000 Pfund, weil sie über Nacht nicht mehr Bargeld auftreiben kann. Daraufhin nehmen die Gangster sie mit zu Billy in ihr Versteck. Hunter alarmiert die Polizei und soll am nächsten Tag das restliche Geld übergeben. Da er sich mit einer Handschelle an den Geldkoffer angeschlossen hat, zwingt er die Gangster, auch ihn in das Versteck mitzunehmen. Währenddessen geht Mary zur Polizei und macht eine Aussage: Sie vermutet nun, dass ihr Bekannter Eddie hinter der Entführung steckt. Dadurch kommt die Polizei den Tätern auf die Spur und findet den alten Lagerschuppen, in dem Eddie und Alice gefangengehalten wurden.
Nachdem die Bande festgenommen und Alice und Eddie befreit wurden, hat Alice genug vom Leben im Reichtum: Das viele Geld habe ihr immer nur Ärger gemacht, anstatt sie zu beruhigen. Sie kehrt in ihre alte Wohnung zurück und will das einfache Leben fortsetzen, das sie vor der Erbschaft geführt hat. Doch Hunter kann sie überzeugen, weiterzuarbeiten und die Firma nicht Lever und Sir Charles zu überlassen.

## Produktion
Der Film ist eine Produktion der Polyphon Film- und Fernseh GmbH Hamburg im Auftrag von ZDF und ORF. Er wurde am 26. Dezember 1970 auf beiden Sendern zum ersten Mal ausgestrahlt. 2019 erschien er zusammen mit dem Vorgängerfilm Weh’ dem, der erbt bei Pidax auf DVD.

## Auszeichnungen
Bei der Bambi-Verleihung 1971, wenige Wochen nach der Erstausstrahlung des Films, wurde Inge Meysel als beliebteste deutsche Schauspielerin ausgezeichnet.